# Pamela Rosenberg
Pamela Rosenberg (* 1945 in Los Angeles) ist eine US-amerikanische Kulturmanagerin und Intendantin.

## Leben
Pamela Rosenberg wurde in Los Angeles geboren und wuchs in Caracas auf. Sie studierte an der University of California in Berkeley und an der Ohio State University. An der Guildhall School of Music and Drama in London absolvierte Rosenberg Opernregie-Kurse, später erhielt sie von The London Opera Centre ihr Stage Management Diplom. Ihre praktische Ausbildung erhielt sie unter anderem bei den Meisterklassen mit Wieland Wagner in Bayreuth.
Von 1980 bis 1987 war Rosenberg Mitarbeiterin von Michael Gielen und Direktionsmitglied an der Oper Frankfurt. 1987 ging sie als Betriebsdirektorin an das Deutsche Schauspielhaus Hamburg, wo sie mit Peter Zadek zusammenarbeitete. Von 1988 bis 1990 arbeitete Rosenberg als Manager of Artistic Affairs an der Nederlandse Opera in Amsterdam. 1991 bis 2000 war sie als Co-Intendantin von Klaus Zehelein an der Staatsoper Stuttgart tätig.
Von 2001 bis 2006 leitete sie als Generalintendantin die San Francisco Opera.
Von 2006 bis 2010 war Pamela Rosenberg Intendantin der Berliner Philharmoniker. Danach arbeitete sie bis 2014 als Dekanin an der American Academy in Berlin und ist dem Institut seitdem in beratender Tätigkeit verbunden.
Rosenberg war von 2010 bis 2018 stellvertretende Vorsitzende des Senats der Berlin-Brandenburgischen Akademie der Wissenschaften. Sie ist Aufsichtsratsmitglied der Barenboim-Said-Akademie in Berlin und Mitglied des Vorstands der Liz Mohn Kultur- und Musikstiftung sowie der Orchester-Akademie der Berliner Philharmoniker. Sie gehörte dem Hochschulrat der Musikhochschule der Albert-Ludwigs-Universität Freiburg, dem Aufsichtsrat der University of California, Berkeley Foundation und dem Beirat des Cogut Center for the Humanities at Brown University an und sitzt in der Jury des Credit Suisse Young Artist Award.
Rosenberg war 2007 bis 2018 Vorstandsvorsitzende des von Daniel Barenboim gegründeten Musikkindergartens Berlin. 2016 initiierte sie MitMachMusik—ein Weg zur Integration von Flüchtlingskindern, ein Programm, bei dem professionelle Musiker inzwischen 300 Kindern an 15 Standorten in Berlin und Potsdam Instrumentalunterricht geben.
Pamela Rosenberg war mit dem Musikkritiker Wolf Rosenberg verheiratet und hat mit ihm zwei erwachsene Söhne. Sie lebt in Berlin.